# Akmal Shorakhmedov
Akmal Shuhratjonovich Shorahmedov (ur. 10 maja 1986 w Dżyzaku) – uzbecki piłkarz występujący na pozycji obrońcy, zawodnik Neftchi Fergana.

## Kariera klubowa
Shorakhmedov jest wychowankiem klubu ze swojego rodzimego miasta – Soʻgʻdiyona Dżyzak. W latach 2009–2010 grał dla FK Andijon. Największe sukcesy w klubowej piłce święcił jak dotąd w Bunyodkorze Taszkent – razem z kolegami dwukrotnie został mistrzem Uzbekistanu oraz dwukrotnie zdobył puchar Uzbekistanu. W 2017 występował w Nasaf Karszy. W latach 2018–2019 był zawodnikiem Paxtakoru Taszkent, a następnie AGMK Olmaliq.
31 stycznia 2021 podpisał kontrakt z Neftchi Fergana.

## Kariera reprezentacyjna
Shorakmedov zadebiutował w reprezentacji Uzbekistanu 11 sierpnia 2010 na stadionie Stadiumi Niko Dovana (Durrës, Albania) w przegranym 0-1 meczu towarzyskim z reprezentacją Albanii. Znalazł się w kadrze Uzbekistanu na Puchar Azji 2015. W tym turnieju zagrał we wszystkich meczach fazy grupowej.

## Statystyki

### Reprezentacyjne
Aktualne na dzień 25 marca 2019
| Reprezentacja | Rok     | Mecze | Bramki |
| ------------- | ------- | ----- | ------ |
| Uzbekistan    | 2010    | 1     | 0      |
| Uzbekistan    | 2012    | 5     | 0      |
| Uzbekistan    | 2013    | 8     | 0      |
| Uzbekistan    | 2014    | 5     | 0      |
| Uzbekistan    | 2015    | 6     | 0      |
| Uzbekistan    | 2017    | 3     | 0      |
| Uzbekistan    | 2018    | 5     | 0      |
| Uzbekistan    | 2019    | 3     | 0      |
| Ogólnie       | Ogólnie | 36    | 0      |

## Sukcesy

### Klubowe
Bunyodkor Taszkent
- Mistrzostwo Uzbekistanu: 2011, 2013
- Puchar Uzbekistanu: 2012, 2013
- Superpuchar Uzbekistanu: 2014